# Dmitrij Kozul'kin
Dmitrij Kozul'kin (in russo: Дмитрий Козулькин; 15 marzo 1988) è un giocatore di calcio a 5 kazako.

## Carriera
Durante la militanza nel Tulpar fu convocato dalla nazionale maschile under 21 di calcio a 5 del Kazakistan al campionato europeo di categoria in cui la selezione centrasiatica fu eliminata al primo turno. 